# Isla Myingun
Isla Myingun es una isla en la Bahía de Bengala, en el país asiático de Birmania (Myanmar). Pertenece al estado de Rakhine y se encuentra a 5 km al sur de Sittwe. Se extiende paralela a la costa y tiene una longitud de 33 km y una anchura máxima de 3,8 km. Hay dos localidades en la isla, Sandawshin y Pyaingdaung.